# The Flood (Stravinskij)
The Flood (Il diluvio) è una composizione di Igor' Fëdorovič Stravinskij del 1962 su testi di Robert Craft. Come già avvenne per Perséphone, l'autore si cimenta in un'opera complessa che comprende musica, canto, danza e recitazione.

## Storia
The Flood è il primo lavoro di Stravinskij scritto espressamente per la televisione; l'emittente televisiva americana CBS commissionò al musicista un dramma danzato sul titolo Noah and the Flood. Stravinskij modificò poi il titolo in The Flood definendo l'opera una allegoria biblica basata su Noè e l'Arca e ponendo tutta l'attenzione sul diluvio visto come simbolo di una imminente catastrofe per l'umanità quale poteva essere all'epoca la bomba atomica. Il testo è tratto e adattato da Robert Craft dalla Genesi e dai Misteri inglesi del Ciclo di Chester e York. La prima esecuzione avvenne alla CBS il 14 giugno 1962 con la coreografia di George Balanchine e diretta da Robert Craft, ma fu un grande insuccesso; la colpa è in gran parte da addebitare alla pessima regia televisiva e alla invadente pubblicità che rovinò l'opera con scritte e immagini. Anche il primo allestimento scenico all'Opera di Amburgo il 30 aprile 1963, le successive rappresentazioni al Festival di Zagabria e al Teatro alla Scala ebbero solo tiepide accoglienze.

## Realizzazione
Stravinskij ideò The Flood come un musical play, cioè come dice egli stesso "un pezzo dal carattere danzante, una storia raccontata sia mediante il ballo che per mezzo della narrazione". L'opera è una specie di Sacra rappresentazione e si basa su un veloce riassunto dei primi capitoli della Bibbia; si apre con la separazione delle acque dalle terre, passa alla creazione degli esseri viventi, alla caduta di Lucifero, alla cacciata di Adamo ed Eva dal Paradiso Terrestre fino alla vicenda di Noè. I personaggi celesti o allegorici (Dio e Lucifero) cantano mentre quelli terreni (Noè, sua moglie, i figli, il narratore) parlano soltanto. L'opera è divisa in sette parti: Preludio, Melodramma, Costruzione dell'arca (che comprende scene danzate), Catalogo degli animali (solo melologo), Commedia (ancora melologo), Il diluvio (danza), Apparizione dell'arcobaleno (canto). Il Preludio si suddivide a sua volta in sette parti e L'apparizione dell'arcobaleno in cinque.

## Musica
The Flood segna ancora una volta una svolta nell'arte stravinskiana; il metodo seriale è utilizzato qui come elemento di dialogo con musica più tradizionale, realizzando così una drammaticità di alto livello. La parte di Dio, che non compare mai, è affidata a due bassi che cantano sempre secondo un preciso contrappunto, mentre Lucifero ha la voce di un tenore dall'intonazione volutamente "equivoca". La partitura strumentale è volontariamente spoglia proprio per accentuare il carattere drammatico dell'opera.

## Organico
Tenore, due bassi, coro misto. Orchestra composta da: tre flauti (il terzo anche ottavino), due corni inglesi, due clarinetti, un clarinetto basso, un clarinetto contrabbasso, due fagotti, quattro corni, tre trombe, tre tromboni, un basso tuba, timpani, grancassa, piatti, tre tom-tom, xylorimba, arpa, celesta, pianoforte, archi.
Sono previsti anche ruoli parlati.